# Pleiocarpidia elmeri
Pleiocarpidia elmeri är en måreväxtart som beskrevs av Cornelis Eliza Bertus Bremekamp. Pleiocarpidia elmeri ingår i släktet Pleiocarpidia och familjen måreväxter. Inga underarter finns listade i Catalogue of Life.